# Governo Prodi II
Il governo Prodi II è stato il cinquantanovesimo esecutivo della Repubblica Italiana, il primo e unico della XV legislatura.
Il governo rimase in carica dal 17 maggio 2006 all'8 maggio 2008 per un totale di 722 giorni, ovvero 1 anno, 11 mesi e 21 giorni. Ottenne la fiducia al Senato della Repubblica il 19 maggio 2006 con 165 voti favorevoli e 155 contrari. Ottenne la fiducia alla Camera dei deputati il 23 maggio 2006 con 344 voti favorevoli e 268 contrari.
Fu il primo governo repubblicano a vedere la partecipazione diretta dei partiti Rifondazione Comunista e Radicali Italiani, divenendo così l'unico governo della cosiddetta Seconda Repubblica sostenuto dall'intera sinistra parlamentare (cosa che non accadeva più dal governo De Gasperi III).
Guidato da Romano Prodi e definito con le ultime nomine il 9 giugno 2006, contava al suo interno, oltre al presidente del Consiglio, 26 ministri, 10 viceministri e 66 sottosegretari, per un totale di 103 membri (contro i 24 ministri, 9 viceministri, 63 sottosegretari, oltre al Presidente del consiglio, per un totale di 97 membri, del governo Berlusconi III precedente). Per queste dimensioni superò il Governo Andreotti VII, che era composto da 100 membri.
Tra i membri del governo c'erano sei donne, come già recentemente, nei governi D'Alema I e II. Scelsero di non entrare personalmente nell'esecutivo i Comunisti Italiani, che preferirono contribuire a indicare personalità indipendenti e considerate di alto profilo, capaci di rappresentare in maniera più estesa la coalizione.
Fu sfiduciato al Senato della Repubblica il 24 gennaio 2008 con 156 voti favorevoli, 161 contrari e 1 astenuto. Rassegnò perciò le dimissioni il giorno stesso portando il Paese, dopo una serie di consultazioni, a nuove elezioni.

## Compagine di governo

### Appartenenza politica
Composizione del governo a inizio mandato:
| Partito | Partito                                  | Presidente | Ministri | Viceministri | Sottosegretari | Totale |
| ------- | ---------------------------------------- | ---------- | -------- | ------------ | -------------- | ------ |
|         | Democratici di Sinistra                  | -          | 9        | 5            | 23             | 37     |
|         | Democrazia è Libertà - La Margherita     | -          | 8        | 3            | 18             | 29     |
|         | Partito della Rifondazione Comunista     | -          | 1        | 1            | 6              | 8      |
|         | Indipendenti nell'Ulivo                  | 1          | 1        | -            | 4              | 6      |
|         | Rosa nel Pugno                           | -          | 1        | 1            | 3              | 5      |
|         | Italia dei Valori                        | -          | 1        | -            | 2              | 3      |
|         | Federazione dei Verdi                    | -          | 1        | -            | 2              | 3      |
|         | Partito dei Comunisti Italiani           | -          | 1        | -            | 2              | 3      |
|         | Indipendenti                             | -          | 1        | -            | 2              | 3      |
|         | Popolari UDEUR                           | -          | 1        | -            | 1              | 2      |
|         | I Socialisti                             | -          | -        | -            | 1              | 1      |
|         | Lega per l'Autonomia - Alleanza Lombarda | -          | -        | -            | 1              | 1      |
|         | Democratici Cristiani Uniti              | -          | -        | -            | 1              | 1      |

Composizione del governo a fine mandato:
| Partito | Partito                                  | Presidente | Ministri | Viceministri | Sottosegretari | Totale |
| ------- | ---------------------------------------- | ---------- | -------- | ------------ | -------------- | ------ |
|         | Partito Democratico                      | 1          | 17       | 8            | 40             | 66     |
|         | Partito della Rifondazione Comunista     | -          | 1        | 1            | 6              | 8      |
|         | Indipendenti                             | -          | 2        | -            | 4              | 6      |
|         | Sinistra Democratica                     | -          | 1        | -            | 3              | 4      |
|         | Partito Socialista                       | -          | -        | 1            | 3              | 4      |
|         | Italia dei Valori                        | -          | 1        | -            | 2              | 3      |
|         | Federazione dei Verdi                    | -          | 1        | -            | 2              | 3      |
|         | Partito dei Comunisti Italiani           | -          | 1        | -            | 1              | 2      |
|         | Radicali Italiani                        | -          | 1        | -            | -              | 1      |
|         | I Socialisti Italiani                    | -          | -        | -            | 1              | 1      |
|         | Lega per l'Autonomia - Alleanza Lombarda | -          | -        | -            | 1              | 1      |
|         | Democratici Cristiani Uniti              | -          | -        | -            | 1              | 1      |

Il governo godeva dell'appoggio esterno in Parlamento dei seguenti partiti:
- Partito Democratico Meridionale (PDM)
- Italia di Mezzo (IdM) (dal 28 febbraio 2007)[16]
- Movimento Repubblicani Europei (MRE)
- Consumatori Uniti (CU)
- Unione Democratica (UD)
- Südtiroler Volkspartei (SVP)
- Autonomie Liberté Démocratie (ALD)
- Associazioni Italiane in Sud America (AISA)
- Movimento Politico dei Cittadini (MPC)

Il 14 ottobre 2007 tutti i membri dei partiti aderenti a L'Ulivo, eccetto quelli segnalati, si sono fusi nel Partito Democratico.

### Provenienza geografica
La provenienza geografica dei membri del Consiglio dei ministri si può così riassumere:
| Regione               | Presidente | Ministri | Viceministri | Sottosegretari | Totale |
| --------------------- | ---------- | -------- | ------------ | -------------- | ------ |
| Emilia-Romagna        | 1          | 2        | 2            | 4              | 9      |
| Lazio                 | -          | 6        | 1            | 5              | 12     |
| Campania              | -          | 5        | -            | 4              | 9      |
| Toscana               | -          | 3        | -            | 5              | 8      |
| Puglia                | -          | 1        | 2            | 5              | 8      |
| Lombardia             | -          | 1        | 1            | 6              | 8      |
| Piemonte              | -          | 5        | -            | 2              | 7      |
| Sicilia               | -          | -        | 2            | 4              | 6      |
| Sardegna              | -          | -        | -            | 6              | 6      |
| Calabria              | -          | 1        | 1            | 3              | 5      |
| Veneto                | -          | 1        | 1            | 3              | 5      |
| Basilicata            | -          | -        | -            | 3              | 3      |
| Friuli-Venezia Giulia | -          | -        | -            | 3              | 3      |
| Umbria                | -          | -        | -            | 2              | 2      |
| Abruzzo               | -          | -        | -            | 2              | 2      |
| Trentino-Alto Adige   | -          | -        | -            | 2              | 2      |
| Molise                | -          | 1        | -            | -              | 1      |
| Liguria               | -          | -        | -            | 1              | 1      |
| Marche                | -          | -        | -            | 1              | 1      |

### Sostegno parlamentare
Sostegno parlamentare al momento della fiducia (19 maggio al Senato e 23 maggio alla Camera).
| Camera                  | Collocazione | Partiti | Seggi     |
| ----------------------- | ------------ | --- | --------- |
| Camera dei deputati     | Maggioranza  | L'Ulivo (218), PRC (41), IdV (20), RnP (18), PdCI (16), FdV (16), UDEUR (14), Minoranze linguistiche (5), Altri (7)    | 351 / 630 |
| Camera dei deputati     | Opposizione  | FI (134), AN (72), UDC (39), LN (23), DCA-NPSI (6), MpA (5)                                                            | 279 / 630 |
| Senato della Repubblica | Maggioranza  | L'Ulivo (108), PRC (27), Insieme con l'Unione (11), IdV (5), Minoranze linguistiche (4), UDEUR (3), PDM (1), Altri (7) | 166 / 321 |
| Senato della Repubblica | Opposizione  | FI (77), AN (41), UDC (21), LN (13), DCA (2), MpA (2)                                                                  | 156 / 321 |

## Composizione
| Carica                                               | Titolare                              | Titolare                                                  | Titolare                                                             | Sottosegretari | Sottosegretari |
| Presidenza del Consiglio dei ministri                | Presidenza del Consiglio dei ministri | Presidenza del Consiglio dei ministri                     | Presidenza del Consiglio dei ministri                                | Sottosegretari di Stato alla Presidenza del Consiglio | Sottosegretari di Stato alla Presidenza del Consiglio |
| ---------------------------------------------------- | ------------------------------------- | --------------------------------------------------------- | -------------------------------------------------------------------- | --- | --- |
| Presidente del Consiglio                             |                                       |                                                           | Romano Prodi (Ind./PD)                                               | - Enrico Letta (DL/PD) - Segretario del Consiglio dei ministri - Enrico Micheli (DL/Ind.) - con delega alle informazioni per la sicurezza - Fabio Gobbo (Ind.) - con delega al Comitato interministeriale per la programmazione economica, alla programmazione e al coordinamento della politica economica; fino al 06/04/2008 - Ricardo Franco Levi (Indipendente/PD) - con delega all'informazione, alla comunicazione e all'editoria | - Enrico Letta (DL/PD) - Segretario del Consiglio dei ministri - Enrico Micheli (DL/Ind.) - con delega alle informazioni per la sicurezza - Fabio Gobbo (Ind.) - con delega al Comitato interministeriale per la programmazione economica, alla programmazione e al coordinamento della politica economica; fino al 06/04/2008 - Ricardo Franco Levi (Indipendente/PD) - con delega all'informazione, alla comunicazione e all'editoria |
| Vicepresidente del Consiglio                         |                                       |                                                           | Massimo D'Alema (DS/PD)                                              | - Enrico Letta (DL/PD) - Segretario del Consiglio dei ministri - Enrico Micheli (DL/Ind.) - con delega alle informazioni per la sicurezza - Fabio Gobbo (Ind.) - con delega al Comitato interministeriale per la programmazione economica, alla programmazione e al coordinamento della politica economica; fino al 06/04/2008 - Ricardo Franco Levi (Indipendente/PD) - con delega all'informazione, alla comunicazione e all'editoria | - Enrico Letta (DL/PD) - Segretario del Consiglio dei ministri - Enrico Micheli (DL/Ind.) - con delega alle informazioni per la sicurezza - Fabio Gobbo (Ind.) - con delega al Comitato interministeriale per la programmazione economica, alla programmazione e al coordinamento della politica economica; fino al 06/04/2008 - Ricardo Franco Levi (Indipendente/PD) - con delega all'informazione, alla comunicazione e all'editoria |
| Vicepresidente del Consiglio                         |                                       | Francesco Rutelli (DL/PD)                                 |                                                                      | - Enrico Letta (DL/PD) - Segretario del Consiglio dei ministri - Enrico Micheli (DL/Ind.) - con delega alle informazioni per la sicurezza - Fabio Gobbo (Ind.) - con delega al Comitato interministeriale per la programmazione economica, alla programmazione e al coordinamento della politica economica; fino al 06/04/2008 - Ricardo Franco Levi (Indipendente/PD) - con delega all'informazione, alla comunicazione e all'editoria | - Enrico Letta (DL/PD) - Segretario del Consiglio dei ministri - Enrico Micheli (DL/Ind.) - con delega alle informazioni per la sicurezza - Fabio Gobbo (Ind.) - con delega al Comitato interministeriale per la programmazione economica, alla programmazione e al coordinamento della politica economica; fino al 06/04/2008 - Ricardo Franco Levi (Indipendente/PD) - con delega all'informazione, alla comunicazione e all'editoria |
| Ministri senza portafoglio                           | Ministri senza portafoglio            | Ministri senza portafoglio                                | Ministri senza portafoglio                                           | Sottosegretari di Stato | Sottosegretari di Stato |
| Rapporti con il Parlamento e riforme istituzionali   |                                       |                                                           | Vannino Chiti (DS/PD) Fino al 07/05/2008                             | - Giampaolo D'Andrea (DL/PD) - Paolo Naccarato (Ind./PD) | - Giampaolo D'Andrea (DL/PD) - Paolo Naccarato (Ind./PD) |
| Riforme e innovazioni nella pubblica amministrazione |                                       |                                                           | Luigi Nicolais (DS/PD)                                               | - Beatrice Maria Magnolfi (DS/PD) - Gian Piero Scanu (DL/PD) | - Beatrice Maria Magnolfi (DS/PD) - Gian Piero Scanu (DL/PD) |
| Affari regionali e autonomie locali                  |                                       |                                                           | Linda Lanzillotta (DL/PD)                                            | - Pietro Colonnella (DS/PD) | - Pietro Colonnella (DS/PD) |
| Attuazione del programma di governo                  |                                       |                                                           | Giulio Santagata (DL/PD)                                             | Carica non assegnata | Carica non assegnata |
| Diritti e pari opportunità                           |                                       |                                                           | Barbara Pollastrini (DS/PD)                                          | - Donatella Linguiti (PRC) | - Donatella Linguiti (PRC) |
| Politiche giovanili e attività sportive              |                                       |                                                           | Giovanna Melandri (DS/PD)                                            | - Giovanni Lolli (DS/PD) - Elidio De Paoli (LAL) | - Giovanni Lolli (DS/PD) - Elidio De Paoli (LAL) |
| Politiche per la famiglia                            |                                       |                                                           | Rosy Bindi (DL/PD) Fino al 07/05/2008                                | - Maria Chiara Acciarini (DS/SD) | - Maria Chiara Acciarini (DS/SD) |
| Politiche comunitarie                                |                                       |                                                           | Emma Bonino (RI) Fino al 07/05/2008                                  | Carica non assegnata | Carica non assegnata |
| Ministero                                            | Ministri                              | Ministri                                                  | Ministri                                                             | Viceministri | Sottosegretari di Stato |
| Affari esteri                                        |                                       |                                                           | Massimo D'Alema (DS/PD)                                              | - Ugo Intini (SDI/PS) - Patrizia Sentinelli (PRC) - con delega alla cooperazione internazionale e all'Africa subsahariana - Franco Danieli (DL/Ind.) - con delega agli italiani nel mondo | - Famiano Crucianelli (DS/SD/PD) - Donato Di Santo (DS/PD) - Gianni Vernetti (DL/PD) - Vittorio Michele Craxi (I Socialisti/PS) |
| Interno                                              |                                       |                                                           | Giuliano Amato (Ind./PD)                                             | - Marco Minniti (DS/PD) | - Marcella Lucidi (DS/PD) - Ettore Rosato (DL/PD) - Alessandro Pajno (Ind.) - Francesco Bonato (PRC) |
| Giustizia                                            |                                       |                                                           | Clemente Mastella (UDEUR) Fino al 17/01/2008                         | Carica non assegnata | - Luigi Manconi (DS/PD - Alberto Maritati (DS/PD - Daniela Melchiorre (DL/LibDem) - fino all'11/03/2008 - Luigi Scotti (Indipendente) - fino al 06/02/2008 - Luigi Li Gotti (IdV) |
| Giustizia                                            |                                       | Ad interim Romano Prodi (PD) Dal 17/01/2008 al 07/02/2008 |                                                                      | Carica non assegnata | - Luigi Manconi (DS/PD - Alberto Maritati (DS/PD - Daniela Melchiorre (DL/LibDem) - fino all'11/03/2008 - Luigi Scotti (Indipendente) - fino al 06/02/2008 - Luigi Li Gotti (IdV) |
| Giustizia                                            |                                       | Luigi Scotti (Indipendente) Dal 07/02/2008                |                                                                      | Carica non assegnata | - Luigi Manconi (DS/PD - Alberto Maritati (DS/PD - Daniela Melchiorre (DL/LibDem) - fino all'11/03/2008 - Luigi Scotti (Indipendente) - fino al 06/02/2008 - Luigi Li Gotti (IdV) |
| Difesa                                               |                                       |                                                           | Arturo Parisi (DL/PD)                                                | Carica non assegnata | - Giovanni Lorenzo Forcieri (DS) - Emidio Casula (RnP) - Marco Verzaschi (UDEUR); fino al 07/12/2007 |
| Economia e finanze                                   |                                       |                                                           | Tommaso Padoa-Schioppa (Indipendente)                                | - Vincenzo Visco (DS) - con delega alle finanze - Roberto Pinza (DL) - con delega al bilancio | - Massimo Tononi (Indipendente) - con delega al tesoro - Pier Paolo Cento (FdV) - Mario Lettieri (DL) - Alfiero Grandi (DS) - Antonangelo Casula (DS) - Nicola Sartor (Indipendente) - con delega alla legge finanziaria |
| Sviluppo economico                                   |                                       |                                                           | Pier Luigi Bersani (DS/PD)                                           | - Sergio D'Antoni (DL) | - Filippo Bubbico (DS) - Paolo Giaretta (DL) - fino al 24/04/2007 - Marco Stradiotto (DL) - dal 24/04/2007 - Alfonso Gianni (PRC) |
| Comunicazioni                                        |                                       |                                                           | Paolo Gentiloni Silveri (DL/PD)                                      | Carica non assegnata | - Luigi Vimercati (DS) - Giorgio Calò (IdV) |
| Commercio internazionale                             |                                       |                                                           | Emma Bonino (RI) Fino al 07/05/2008                                  | Carica non assegnata | - Mauro Agostini (DS) - con delega agli organismi internazionali - Miloš Budin (DS) |
| Infrastrutture                                       |                                       |                                                           | Antonio Di Pietro (IdV)                                              | - Angelo Capodicasa (DS) | - Luigi Giuseppe Meduri (DL) - Tommaso Casillo (RnP) |
| Trasporti                                            |                                       |                                                           | Alessandro Bianchi (Indipendente nel Partito dei Comunisti Italiani) | - Cesare De Piccoli (DS) | - Andrea Annunziata (DL) - Raffaele Gentile (RnP) |
| Politiche agricole alimentari e forestali            |                                       |                                                           | Paolo De Castro (DL/PD)                                              | Carica non assegnata | - Guido Tampieri (DS) - Stefano Boco (FdV) - Giovanni Mongiello (DCU) - dal 09/06/2006 |
| Ambiente e tutela del territorio e del mare          |                                       |                                                           | Alfonso Pecoraro Scanio (FdV)                                        | Carica non assegnata | - Gianni Piatti (DS) - Bruno Dettori (DL) - Laura Marchetti (PRC) |
| Lavoro e previdenza sociale                          |                                       |                                                           | Cesare Damiano (DS/PD)                                               | Carica non assegnata | - Antonio Montagnino (DL) - Rosa Rinaldi (PRC) |
| Solidarietà sociale                                  |                                       |                                                           | Paolo Ferrero (PRC)                                                  | Carica non assegnata | - Franca Donaggio (DS) - Cristina De Luca (DL) |
| Pubblica istruzione                                  |                                       |                                                           | Giuseppe Fioroni (DL/PD)                                             | - Mariangela Bastico (DS) | - Gaetano Pascarella (DS) - Maria Letizia De Torre (DL) |
| Università e ricerca                                 |                                       |                                                           | Fabio Mussi (DS/SD)                                                  | Carica non assegnata | - Luciano Modica (DS/PD) - Nando dalla Chiesa (DL/Ind.) |
| Beni e attività culturali                            |                                       |                                                           | Francesco Rutelli (DL/PD) Con delega al turismo                      | Carica non assegnata | - Elena Montecchi (DS/Ind.) - con delega alle attività cinematografiche, teatrali, musicali, di danza e circensi - Andrea Marcucci (DL/PD) - Danielle Gattegno Mazzonis (PRC) |
| Salute                                               |                                       |                                                           | Livia Turco (DS/PD)                                                  | Carica non assegnata | - Serafino Zucchelli (DS/Ind.) - Antonio Gaglione (DL/PD) - Gian Paolo Patta (Indipendente) |

## Trasformazioni politiche
Nei due anni di mandato, le forze politiche di maggioranza hanno posto in essere una profonda ristrutturazione al loro interno, che hanno modificato significativamente i rapporti di forza politici nell'esecutivo. In particolare sono sorti:
- il Partito Democratico (PD), nato dalla fusione dei partiti e dei movimenti dell'Ulivo, raccogliendo 17 ministri e 50 fra viceministri e sottosegretari;
- la Sinistra Democratica (SD), sorta il 5 maggio 2007 dall'ala di sinistra dei Democratici di Sinistra contraria all'ingresso nel PD, raccogliendo 1 ministro e 3 sottosegretari;
- i Liberal Democratici, sorti il 1º ottobre 2007 dall'ala di destra della Margherita contraria all'ingresso nel PD, raccogliendo 1 sottosegretario;
- i Radicali italiani, che fino alla nascita della Costituente Socialista costituivano insieme ai Socialisti Democratici Italiani la federazione della Rosa nel Pugno, raccolsero 1 ministro;
- il Partito Socialista (PS), che fino alla nascita della Costituente Socialista costituiva insieme ai Radicali italiani la federazione della Rosa nel Pugno, coi confluenti Socialisti Italiani raccolse 5 sottosegretari.

## IlPortavoce unico
- Non fa, in senso tecnico-giuridico, ufficialmente parte del governo, ma riveste un ruolo della massima importanza per i rapporti del governo medesimo con la maggioranza parlamentare, con le altre istituzioni, con gli organi di informazione e con l'opinione pubblica, il portavoce unico del governo Silvio Sircana, nominato con decreto del presidente del Consiglio dei ministri, previa deliberazione del Consiglio dei ministri.

## Cronologia

### 2006

#### Maggio
- 16 maggio 2006 - Il Presidente della repubblica neoeletto, Giorgio Napolitano, affida a Romano Prodi l'incarico di formare il governo. Il Professore accetta l'incarico con riserva salvo scioglierla positivamente ventiquattro ore dopo.
- 17 maggio 2006 - Presentazione e giuramento dei ministri. I sottosegretari li seguiranno il giorno successivo.Il Presidente Giorgio Napolitano con il Presidente del Consiglio Romano Prodi, subito dopo la cerimonia di giuramentoIl Presidente della Repubblica Giorgio Napolitano e il Presidente del Consiglio dei ministri Romano Prodi con le donne ministro dopo il giuramento dell'esecutivo

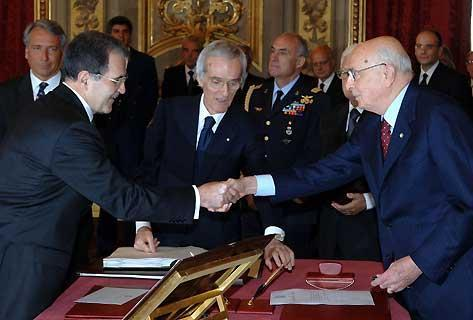
Il Presidente Giorgio Napolitano con il Presidente del Consiglio Romano Prodi, subito dopo la cerimonia di giuramento

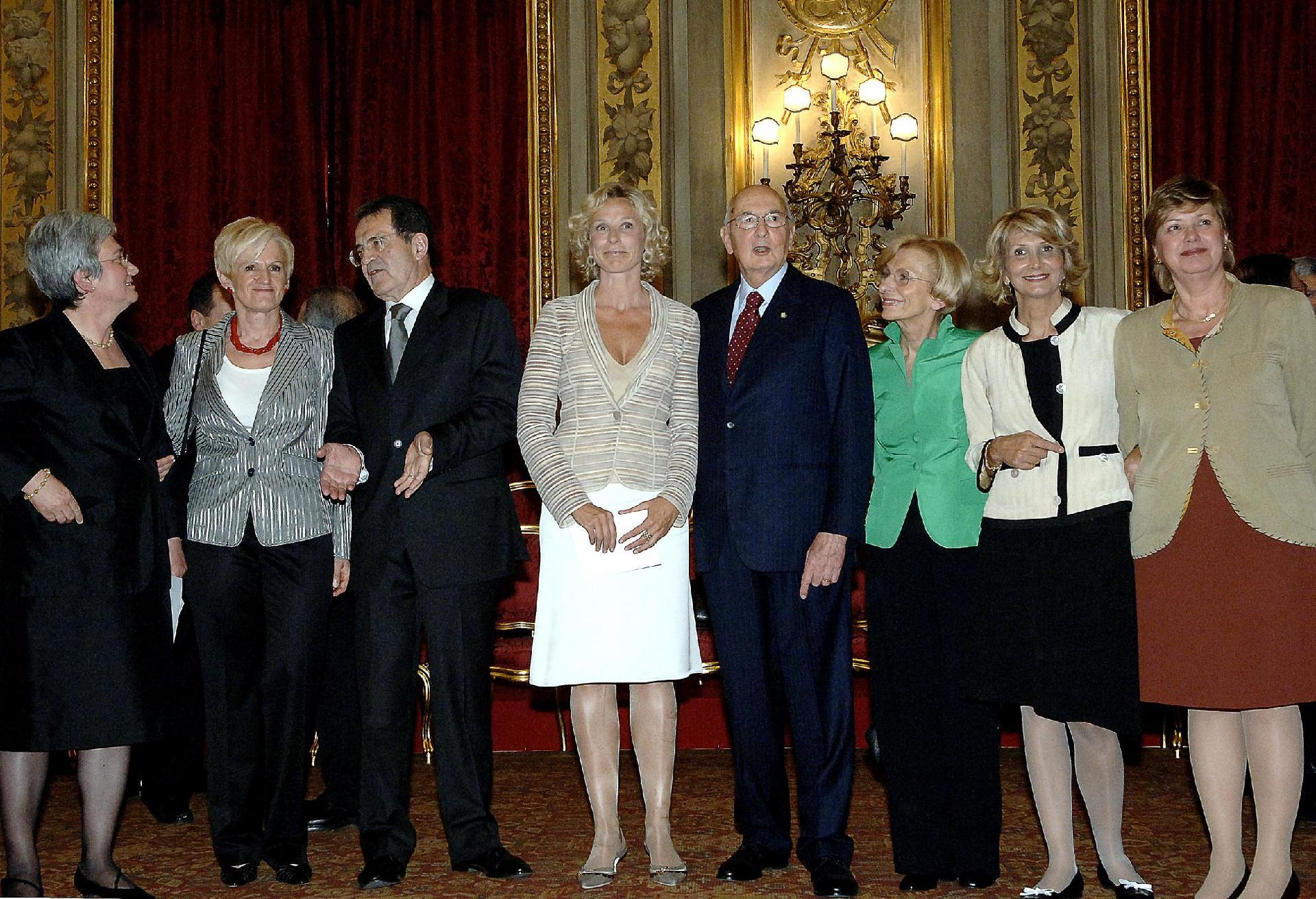
Il Presidente della Repubblica Giorgio Napolitano e il Presidente del Consiglio dei ministri Romano Prodi con le donne ministro dopo il giuramento dell'esecutivo

- 19 maggio 2006 - L'esecutivo ottiene la fiducia dal Senato della Repubblica con 165 sì e 155 no.
- 23 maggio 2006 - Il governo ottiene la fiducia anche della Camera dei deputati con 344 sì e 268 no.

#### Giugno
- 9 giugno 2006 - Vengono nominati tre nuovi sottosegretari, portando a 101 il numero dei membri dell'esecutivo.
- 30 giugno 2006 - Varato il primo decreto sulle liberalizzazioni proposto dal ministro dello Sviluppo Economico Pier Luigi Bersani, il cosiddetto Decreto Bersani-Visco.

#### Luglio
- 7 luglio 2006 - Il Consiglio dei ministri approva il Documento di programmazione economica e finanziaria. Assente il Ministro della solidarietà sociale Paolo Ferrero.
- 15-17 luglio 2006 - Il Presidente Prodi partecipa al G8 in Russia.
- 18 luglio 2006 - Con la legge 17 luglio 2006, n. 233 (di conversione del d.l. 18 maggio 2006, n. 181) viene disposto lo «spacchettamento» di tre dicasteri: il ministero dell'istruzione, dell'università e della ricerca viene scorporato in ministero della pubblica istruzione e in ministero dell'università e della ricerca; il ministero delle infrastrutture e dei trasporti in ministero delle infrastrutture (fino al 2001, ministero dei lavori pubblici) e in ministero dei trasporti; il ministero del lavoro e delle politiche sociali in ministero del lavoro e della previdenza sociale e in ministero della solidarietà sociale. Alcuni ministeri vengono inoltre ridenominati: il «Ministero dell'ambiente e della tutela del territorio» muta nome in «Ministero dell'ambiente e della tutela del territorio e del mare»; il «Ministero delle politiche agricole e forestali» in «Ministero delle politiche agricole, alimentari e forestali»; il «Ministero delle attività produttive» in «Ministero dello sviluppo economico»; il «Ministero dei beni e delle attività culturali» in «Ministero per i beni e le attività culturali».
- 27 luglio 2006 - La Camera approva (con 460 sì, 94 no e 18 astenuti) l'indulto proposto dall'onorevole Enrico Buemi e appoggiato dal Ministro della Giustizia Clemente Mastella. Nella maggioranza, vota contro l'Italia dei Valori mentre si astengono i Comunisti Italiani. Le opposizioni votano a favore, ad eccezione della Lega Nord, che vota contro.
- 28 luglio 2006 - Il Senato approva il rifinanziamento delle missioni militari all'estero. Necessaria la fiducia per avere il sì di alcuni senatori dissidenti, in particolare della "sinistra radicale".
- 29 luglio 2006 - Il Senato approva in via definitiva (con 245 sì, 56 no e 6 astenuti) l'indulto Buemi-Mastella.

#### Agosto
- 28 agosto 2006 - Il Consiglio dei ministri approva il decreto sulla partecipazione italiana alla missione UNIFIL in Libano.

#### Settembre
- 7 settembre 2006 - Con il passaggio all'opposizione di Sergio De Gregorio il Governo perde la maggioranza degli eletti in Senato. Risulta decisivo l'apporto dei senatori a vita.
- 13 settembre 2006 - Angelo Rovati si dimette da consigliere della Presidenza del Consiglio in seguito ad una presunta ingerenza nei piani di ristrutturazione del gruppo Telecom.
- 22 settembre 2006 - Il Consiglio dei Ministri vara un decreto-legge (il cosiddetto "Decreto Mastella", dal nome del Ministro della Giustizia Clemente Mastella) che riforma l'utilizzo delle intercettazioni telefoniche illegalmente ottenute.
- 30 settembre 2006 - Il governo annuncia l'imminente varo della Legge Finanziaria 2007, dal valore di 33,4 miliardi di euro.

#### Ottobre
- 3 ottobre 2006 - La Camera approva (con 266 sì, 220 no e 1 astenuto) il Rendiconto generale del Bilancio dello Stato. Viene inoltre approvata (con 254 sì, 201 no e 1 astenuto) la Legge di assestamento del Bilancio dello Stato.
- 4 ottobre 2006 - Il Senato approva (con 159 sì e 148 no) il primo ddl Mastella che riforma l'ordinamento giudiziario.
- 9 ottobre 2006 - Il Consiglio dei Ministri vara un decreto-legge contenente misure per contrastare l'emergenza rifiuti a Napoli.
- 10 ottobre 2006 - La Camera approva (con 471 sì e 1 no) il ddl costituzionale Boato, che abolisce ogni riferimento alla pena di morte nella Carta Costituzionale.
- 18 ottobre 2006 - Il Senato approva il decreto Mastella.
- 23 ottobre 2006 - La Camera approva in via definitiva (con 263 sì, 134 no e 3 astenuti) il ddl Mastella.
- 24 ottobre 2006 - Il Senato approva in via definitiva (con 224 sì, 1 no e 2 astenuti) il Rendiconto generale del Bilancio dello Stato. Viene inoltre approvata in via definitiva (con 153 sì e 1 no) la Legge di assestamento del Bilancio dello Stato. Le opposizioni non partecipano al voto.

#### Novembre
- 9 novembre 2006 - Il Senato approva (con 158 sì, 29 no e 112 astenuti) il decreto rifiuti.
- 18 novembre 2006 - La Camera accorda (con 331 sì e 231 no) la fiducia al governo su un maxi-emendamento alla Legge Finanziaria 2007.
- 19 novembre 2006 - La Camera approva (con 311 sì, 251 no e 1 astenuto) la Legge Finanziaria 2007. Lo stesso giorno la Camera approva (con 317 sì e 244 no) la Legge di Bilancio. La Camera approva in via definitiva (con 413 sì, 1 no e 142 astenuti) il decreto Mastella.

#### Dicembre
- 2 dicembre 2006 - Viene portato a compimento il ritiro dei militari italiani dall'Iraq.
- 6 dicembre 2006 - La Camera approva in via definitiva (con 266 sì e 219 no) il decreto rifiuti.
- 15 dicembre 2006 - Il Senato approva (con 162 sì e 157 no) la Legge Finanziaria 2007, su cui il governo ha posto la questione di fiducia. Lo stesso giorno il Senato approva (con 162 sì e 3 no) la Legge di Bilancio. Su quest'ultimo provvedimento le opposizioni non partecipano al voto.
- 21 dicembre 2006 - La Camera accorda al governo (con 337 sì e 217 no) la fiducia su un maxi-emendamento alla Legge Finanziaria. Lo stesso giorno la Camera approva in via definitiva (con 327 sì, 217 no e 1 astenuto) la Legge Finanziaria 2007. Viene inoltre approvata in via definitiva (con 321 e 213 no) la Legge di Bilancio.
- 27 dicembre 2006 - Il Consiglio dei Ministri vara un decreto-legge che abroga il comma 1343 della Legge Finanziaria 2007, recante disposizioni in materia di decorrenza del termine di prescrizione per la responsabilità amministrativa.
- 28 dicembre 2006 - Il Consiglio dei Ministri vara il Decreto Milleproroghe.

### 2007

#### Gennaio
- 11 gennaio 2007 - Per la prima volta nella storia della Repubblica, il Consiglio dei ministri si riunisce fuori Roma, a Caserta.
- 25 gennaio 2007 - Il Consiglio dei ministri approva il secondo decreto sulle liberalizzazioni, il cosiddetto decreto Bersani bis.
- 31 gennaio 2007 - La maggioranza fa approvare alla Camera una mozione che invita il Governo alla presentazione di un disegno di legge sulle coppie di fatto. L'UDEUR vota contro. In seguito la Camera approva (con 266 sì e 219 no) il Decreto Milleproroghe. Il Senato approva invece il decreto legge che abroga del comma 1343 della Legge finanziaria.

#### Febbraio
- 1º febbraio 2007 - Al Senato, passa per un voto la mozione della Casa delle Libertà che approva la posizione del Governo sul permesso di costruzione della base statunitense a Vicenza. L'Unione vota contro, ma si dissocia il senatore Natale D'Amico.
- 8 febbraio 2007 - Il Consiglio dei ministri approva il ddl sulle coppie di fatto (DICO) firmato dalle ministre Rosy Bindi e Barbara Pollastrini. Non partecipano alla votazione il ministro dell'Ambiente Alfonso Pecoraro Scanio e il ministro della Giustizia Clemente Mastella. Viene inoltre varato un decreto legge recante misure per prevenire la violenza negli stadi.
- 15 febbraio 2007 - Il Senato approva (con 147 sì e 126 no) il Decreto Milleproroghe.
- 19 febbraio 2007 - Approvazione del decreto interministeriale sul conto energia per gli incentivi alle energie rinnovabili, che produce l'installazione di oltre 12 GWp di pannelli fotovoltaici in 4 anni, superando la Germania nel 2011.[41]
- 21 febbraio 2007 - Al Senato della Repubblica, la risoluzione della maggioranza di approvazione della linea del governo sulla politica estera con particolare riferimento alla presenza italiana nelle forze NATO operanti in Afghanistan, presentata dalla senatrice Anna Finocchiaro, non raggiunge il quorum di maggioranza: 158 sì, 136 no e 24 astenuti, con quorum richiesto di 160. All'interno della maggioranza, non hanno partecipato al voto i senatori Fernando Rossi e Franco Turigliatto. Fra i senatori a vita, tra i quali era assente Oscar Luigi Scalfaro, alcuni hanno votato a favore (Emilio Colombo, Rita Levi-Montalcini, Carlo Azeglio Ciampi), uno ha votato contro (Francesco Cossiga) e due si sono astenuti (Giulio Andreotti, Sergio Pininfarina). A seguito di ciò Prodi si dimette.[42]
- 22 febbraio 2007 - La Camera approva in via definitiva (con 427 sì, 0 no e 1 astenuto) il decreto-legge che abroga del comma 1343 della Legge Finanziaria.
- 24 febbraio 2007 - A seguito di formali consultazioni politiche Napolitano respinge le dimissioni di Prodi, invitando il Governo a presentarsi alle Camere per la fiducia.[43]
- 26 febbraio 2007 - La Camera approva in via definitiva (con 295 sì e 5 no) il Decreto Milleproroghe. Le opposizioni non partecipano al voto.
- 28 febbraio 2007 - L'esecutivo ottiene la fiducia dal Senato della Repubblica con 162 sì e 157 no. Hanno votato a favore i senatori a vita Emilio Colombo, Rita Levi-Montalcini, Oscar Luigi Scalfaro, Carlo Azeglio Ciampi, contro il senatore Francesco Cossiga; al momento del voto erano assenti i senatori a vita Giulio Andreotti, Sergio Pininfarina. Il senatore Sergio De Gregorio, eletto tra le file dell'Italia dei Valori, nega la fiducia a Prodi; Marco Follini, ex-segretario dell'UDC e leader del movimento politico Italia di Mezzo (IdM, successivamente confluito nel Partito Democratico) compie il passaggio inverso e sostiene l'esecutivo, così come il senatore Luigi Pallaro, indipendente eletto nella circoscrizione estera America Meridionale.

#### Marzo
- 2 marzo 2007 - L'esecutivo ottiene la fiducia dalla Camera dei deputati con 342 sì, 253 no e 2 astenuti, facendo così rientrare la crisi e chiudendola.
- 7 marzo 2007 - Il Senato approva (con 226 sì, 0 no 12 astenuti) il ddl costituzionale Boato sulla cancellazione della pena di morte dalla Costituzione. Il Senato approva (con 246 sì, 0 no e 5 astenuti) il decreto stadi.
- 8 marzo 2007 - La Camera approva (con 524 sì, 3 no e 19 astenuti) il decreto legge che rifinanzia le missioni italiane all'estero. Hanno votato a favore tutte le forze politiche ad eccezione della Lega Nord, che si è astenuta. Gli unici a votare contro sono l'onorevole Matteo Brigandì (Lega Nord), l'onorevole Salvatore Cannavò (Rifondazione Comunista) e l'onorevole Paolo Cacciari (Rifondazione Comunista).
- 16 marzo 2007 - Silvio Sircana è nominato portavoce del Governo.
- 27 marzo 2007 - Il Senato approva (con 180 sì, 2 no e 132 astenuti) il decreto legge che rifinanzia le missioni italiane all'estero. Hanno votato a favore la maggioranza e l'UdC mentre si sono astenuti Forza Italia, AN e Lega Nord. Esprimono voto contrario il senatore Franco Turigliatto (Sinistra Critica) e il senatore Gianfranco Rotondi (Democrazia Cristiana per le Autonomie). La Camera approva (con 426 sì, 2 no e 14 astenuti) il decreto stadi.

#### Aprile
- 3 aprile 2007 - Il Senato approva in via definitiva (con 244 sì, 1 no e 20 astenuti) il decreto stadi.

#### Maggio
- 2 maggio 2007 - La Camera approva (con 471 sì e 1 no) il ddl costituzionale Boato sulla cancellazione della pena di morte dalla Costituzione.

#### Giugno
- 1 giugno 2007 - Il viceministro Vincenzo Visco rimette le deleghe sulla Guardia di Finanza dopo le polemiche con il comandante della GdF Roberto Speciale, sostituito dal Governo con Cosimo D'Arrigo.
- 6-8 giugno 2007 - Il presidente Prodi partecipa al G8 in Germania.

#### Luglio
- 12 luglio 2007 - Durante la votazione per l'approvazione del secondo ddl Mastella di riforma dell'ordinamento giudiziario il governo Prodi esprime contrarietà ad un emendamento del senatore Roberto Manzione (Ulivo). L'emendamento però sarà ugualmente approvato (con 156 sì, 151 no e 1 astenuto) grazie ai voti dell'opposizione e di altri 2 senatori oltre al citato Manzione.
- 13 luglio 2007 - Il Senato respinge (con 155 sì, 156 no e 2 astenuti) un secondo emendamento di Manzione alla riforma Mastella. In seguito il Senato approva il ddl Mastella. Le opposizioni non partecipano al voto.
- 23 luglio 2007 - Accordo con le parti sociali sulla riforma del welfare.
- 27 luglio 2007 - La Camera approva in via definitiva (con 281 sì, 25 no e 13 astenuti) il ddl Mastella. L'opposizione non partecipa al voto, ad eccezione dell'UdC, che vota contro.

#### Settembre
- 10 settembre 2007 - Il Ministero dell'Economia nomina consigliere di amministrazione RAI Fabiano Fabiani in sostituzione di Angelo Maria Petroni.
- 25 settembre 2007- Il Senato approva in via definitiva (con 231 sì, 1 no e 4 astenuti) il ddl costituzionale Boato.

#### Ottobre
- 3 ottobre 2007 - Il Senato respinge (con 156 sì, 157 no e 1 astenuto) una mozione di censura contro il viceministro dell'Economia Vincenzo Visco presentata da La Destra e fatta propria dall'intera CdL. Subito dopo è respinta (con 156 sì, 154 no e 4 astenuti) una seconda mozione di censura della CdL sempre contro Visco.
- 15 ottobre 2007 - Alla vigilia dell'approdo della Finanziaria 2008 in Senato voci insistenti sulla stampa nazionale prevedono un'imminente crisi di governo. Prodi smentisce di volersi dimettere e dichiara: "non getto la spugna".
- 18 ottobre 2007 - Il Senato approva (con 158 sì e 0 no) il Rendiconto generale del Bilancio dello Stato. Viene inoltre approvata (con 158 sì e 0 no) la Legge di assestamento del Bilancio. Le opposizioni non partecipano al voto.
- 30 ottobre 2007 - Il Consiglio dei ministri vara un decreto sulla sicurezza che sarà poi lasciato decadere per imperfezioni di forma presenti nel testo. Lo stesso giorno la Camera approva in via definitiva (con 242 sì, 184 no e 2 astenuti) il Rendiconto generale del Bilancio dello Stato. Viene inoltre approvata in via definitiva (con 243 sì e 197 no) la Legge di assestamento del Bilancio dello Stato.

#### Novembre
- 15 novembre 2007 - Il Senato approva (con 161 sì e 157 no), la Legge Finanziaria 2008, ma durante le dichiarazioni di voto Lamberto Dini annuncia a nome suo e dei senatori liberaldemocratici la necessità di superare la presente fase politica. Viene inoltre approvata (con 162 sì e 154 no) la Legge di Bilancio.

#### Dicembre
- 5 dicembre 2007 - In un'intervista il presidente della Camera Fausto Bertinotti dichiara: "questo governo ha fallito". Dopo lo strappo sul protocollo Welfare, questo segna un'ulteriore presa di distanza dalla maggioranza da parte del PRC. Il peso di queste dichiarazioni però diminuisce tre giorni dopo, quando lo stesso Bertinotti fa retromarcia, dichiarando "questo Governo nasce per durare 5 anni".
- 13 dicembre 2007 - Il governo pone 3 questioni di fiducia su altrettanti maxi-emendamenti alla Legge Finanziaria.
- 14 dicembre 2007 - La Camera approva tutte e tre le questioni di fiducia poste dal governo. La prima è approvata con 324 sì e 204 no, la seconda con 326 e 73 no, la terza con 322 sì e 99 no.
- 15 dicembre 2007 - La Camera approva (con 296 sì, 92 no e 1 astenuto) la Legge Finanziaria 2008. Viene inoltre approvata la Legge di Bilancio.
- 19 dicembre 2007 - Il governo pone tre questioni di fiducia sugli altrettanti articoli della Legge Finanziaria.
- 20 dicembre 2007 - Il Senato approva due delle tre questioni di fiducia poste dal governo. La prima è approvata con 163 sì e 157 no, la seconda con 163 sì e 156 no.
- 21 dicembre 2007 - Il Senato approva (con 163 sì e 157 no) la terza questione di fiducia posta dal governo. In seguito il Senato approva in via definitiva (con 162 sì e 153 no) la Legge Finanziaria 2008, dopo le polemiche scatenate dalle parole del Presidente Napolitano che aveva giudicato "abnorme" il ricorso ad eccessivi voti di fiducia. Il Governo viene inoltre criticato dalla Costituente Socialista e dall'UDEUR il cui segretario, il ministro Clemente Mastella, dichiara che sarebbe meglio tornare alle urne. Lo stesso giorno il Senato approva in via definitiva (con 163 sì e 154 no) la Legge di Bilancio.

### 2008

#### Gennaio
- 10 gennaio 2008 - Avviata la verifica di maggioranza, il clima politico sembra più disteso: tutti i leader esprimono soddisfazione, compreso il senatore Lamberto Dini.
- 16 gennaio 2008 - Il ministro della Giustizia Clemente Mastella (UDEUR) rassegna le dimissioni dal governo, dopo l'ordinanza di arresti domiciliari per la moglie Sandra Lonardo firmata dal gip di Santa Maria Capua Vetere. Nella stessa giornata il ministro viene indagato per concussione e la Corte costituzionale dà il via libera ai tre referendum elettorali. Tommaso Barbato, capogruppo al Senato dell'UDEUR dichiara: "Il 16 gennaio doveva essere il d-day contro l'UDEUR, sul piano giudiziario e su quello politico. E così è stato". Prodi, tuttavia, respinge le dimissioni.
- 17 gennaio 2008 - Il ministro Mastella, che nel frattempo è risultato indagato dalla stessa Procura della Repubblica di Santa Maria Capua Vetere, presenta nuovamente le dimissioni, stavolta irrevocabili, assicurando tuttavia che il suo partito, l'UDEUR, continuerà a dare appoggio esterno al governo. Prodi assume la carica ad interim.
- 21 gennaio 2008 - L'UDEUR passa all'opposizione. Il leader del partito Clemente Mastella giustifica la decisione con la mancata solidarietà politica del governo verso di lui e verso l'UDEUR stesso.
- 22 gennaio 2008 - A seguito del passaggio dell'UDEUR all'opposizione, il Presidente Prodi relaziona alla Camera dei Deputati la situazione di politica generale, e pone la questione di fiducia, dichiarando che successivamente farà lo stesso in Senato (dove, dopo il ritiro dell'UDEUR, il governo non dovrebbe più avere i numeri sufficienti).
- 23 gennaio 2008 - Dopo l'intervento di Giorgio Napolitano in mattinata a Montecitorio per il 60º anniversario della Costituzione repubblicana, il Capo dello Stato incontra Prodi al Quirinale. Nel tardo pomeriggio, la Camera dei Deputati rinnova (con 326 sì e 275 no) la fiducia al governo.
- 24 gennaio 2008 - Il Senato nega (con 156 sì, 161 no e 1 astenuto) la fiducia al governo[44]. Fondamentali per l'esito negativo sono il voto contrario di due dei tre senatori dell'UDEUR (senatore Clemente Mastella e senatore Tommaso Barbato), e dei senatori Lamberto Dini (Liberal Democratici), Domenico Fisichella (indipendente), Franco Turigliatto (Sinistra Critica), Sergio De Gregorio (Italiani nel Mondo). Si è astenuto (ma l'astensione al Senato ha effetto di voto contrario) il senatore Giuseppe Scalera (Liberal Democratici). Ha invece votato la fiducia al governo il senatore Stefano Cusumano (UDEUR).
- 24 gennaio 2008 - A seguito del voto negativo Prodi rassegna le dimissioni. Il Presidente Napolitano accetta le dimissioni ed invita il Governo a restare in carica per il disbrigo degli affari correnti.
- 25 gennaio 2008 - Il Presidente della Repubblica inizia le consultazioni convocando il Presidente del Senato, Franco Marini, e il Presidente della Camera, Fausto Bertinotti. Le consultazioni presidenziali proseguono nei giorni successivi.
- 30 gennaio 2008 - Giorgio Napolitano affida l'incarico di "esplorare" l'ipotesi di formare un governo finalizzato a raggiungere una convergenza sulla riforma della legge elettorale al Presidente del Senato, Franco Marini.[45]

#### Febbraio
- 4 febbraio 2008 - Franco Marini, dopo aver tenuto proprie consultazioni con le forze politiche ed economico-sociali, rimette al Capo dello Stato il mandato poiché non sussistono margini di accordo per la formazione di un nuovo governo finalizzato alla modifica della legge elettorale.
- 5 febbraio 2008 - Il Consiglio dei ministri indice i referendum abrogativi sulla legge elettorale del 2005, giudicato ammissibile dalla Corte costituzionale, per la data del 18 maggio 2008. Tuttavia questo slitterà di un anno, a causa dello scioglimento anticipato delle Camere.
- 6 febbraio 2008 - Il Presidente della Repubblica Giorgio Napolitano decreta lo scioglimento delle Camere.
- 7 febbraio 2008 - Dopo il giuramento nelle mani del Presidente della Repubblica, il sottosegretario alla Giustizia Luigi Scotti subentra al Presidente del Consiglio e Ministro della Giustizia ad interim, Romano Prodi, nella guida del Dicastero.

#### Aprile-maggio
- 13 - 14 aprile 2008 - Si svolgono le elezioni politiche per l’elezione del Senato della Repubblica e della Camera dei Deputati. Dalle elezioni emerge la vittoria della coalizione di centrodestra.
- 30 aprile - 1 maggio 2008 - Ha suscitato forti polemiche e reazioni anche opposte la pubblicazione delle dichiarazioni dei redditi del 2005 di ogni cittadino italiano sul sito internet dell'Agenzia delle entrate. Il vice-ministro uscente Vincenzo Visco difende la scelta, poiché già del 1973 le dichiarazioni dei redditi sono pubbliche e consultabili (su formato cartaceo). La pubblicazione è stata sospesa prima per l'enorme numero di accessi al sito, che si è inceppato, poi per decisione del Garante della Privacy.
- 7 maggio 2008 - Vannino Chiti, Rosy Bindi ed Emma Bonino si dimettono dalla carica di ministro. È un atto dovuto, conseguente alla loro elezione, il giorno prima, alla vicepresidenza del Senato (Chiti e Bonino) e della Camera dei Deputati (Bindi)[46]. La sera stessa le dimissioni del governo vengono accettate dal Presidente della Repubblica[4].
- 8 maggio 2008 - Dopo la formazione, la presentazione e il giuramento nelle mani del Presidente della Repubblica del nuovo esecutivo guidato da Silvio Berlusconi, termina ufficialmente il Governo Prodi II con il tradizionale passaggio di consegne.